# City of Latrobe
City of Latrobe är en kommun i Australien. Den ligger i delstaten Victoria, omkring 140 kilometer öster om delstatshuvudstaden Melbourne. Antalet invånare var 73 257 vid folkräkningen 2016.
Förutom huvudorten Morwell finns även samhällena Traralgon och Moe i City of Latrobe.